# كوون جيب
كوون جيب (13 فبراير 1984 بكوريا الجنوبية - ) هو لاعب كرة قدم كوري جنوبي في مركز الوسط. شارك مع منتخب كوريا الجنوبية تحت 20 سنة لكرة القدم ومنتخب كوريا الجنوبية تحت 23 سنة لكرة القدم. أما مع النوادي، فقد لعب مع بوهانغ ستيلرز وجونبك هيونداي موتورز وسوون سامسونغ بلووينغز ونادي تيانجين تيدا وتشونام دراغونز ودايجون هانا سيتزن.

## وصلات خارجية
- كوون جيب على موقع الاتحاد الدولي (مؤرشف)  (الإنجليزية)
- كوون جيب على موقع دوري كوريا الجنوبية (الإنجليزية)
- كوون جيب على موقع قاعدة بيانات كرة القدم.إي يو (الإنجليزية)